# マクドナルド氏族
マクドナルド氏族 (Clan MacDonald/Mcdonald) およびドナルド氏族 (Clan Donald) は、スコットランドの氏族のなかでももっとも大きい氏族のひとつである。ハイランド各地に、すくなくとも9分家が散在している。
分家はヘブリディーズ諸島、スカイ島対岸、キッポッホ、グレンコー、キンタイア半島などに散らばっている。12世紀ヘブリティーズ諸島を領した王ソマーレド (Somerled) の子孫とされ、歴史的にキャンベル氏族と対立し、インヴァロッヒーの戦い（1645年）やジャコバイト蜂起などで衝突した。特にグレンコーの分家が虐殺事件の犠牲になったことによって、この溝が現在も続くようになった。
現在の本部はスカイ島アマンデールにある。分家ごとに氏族長（チーフ）がおり、それをまとめる最高評議会と最高評議長（ハイ・チーフ）が存在する。2006年にカロドン・ミュアの戦いの260周年記念式典を行うなど、比較的氏族活動は活発である。氏族出身者には18世紀以降北アメリカ大陸に移民した者も多く、なかでもファーストフードチェーンのマクドナルド、アルバム「Sons of Somerled」などをリリースしたオルタナティブ・ロックミュージシャンのスティーブ・マクドナルドなどが知られている。